# Rhagoditta phalangium
Espèce
Synonymes
- Galeodes phalangium Olivier, 1807

Rhagoditta phalangium est une espèce de solifuges de la famille des Rhagodidae.

## Distribution
Cette espèce se rencontre en Algérie, en Égypte, en Israël, en Érythrée, en Éthiopie et en Somalie.

## Description
Rhagoditta phalangium mesure de 22 à 24 mm.

## Publication originale
- Olivier, 1807 : Voyage dans l’Empire Othoman, l’Égypte et la Perse, fait par ordre du gouvernement, pendant les six premières années de la République. Henri Agasse, Paris.